# The Desert Calls Its Own
The Desert Calls Its Own è un cortometraggio muto del 1916 diretto da Tom Mix. Prodotto dalla Selig e sceneggiato da W.E. Wing, il film, di genere western, aveva come interpreti Victoria Forde, Pat Chrisman, Sid Jordan, Ethylyn Chrisman.

## Trama
Billy, lo sceriffo, è sulle tracce del fuorilegge Desert Joe, che vive in una baracca con la vecchia Mary e la figlia adottiva Vicky. Dopo uno scontro con il malvivente, Billy viene lasciato come morto, mentre Desert Joe, vagando nel deserto finisce per morire di sete. Billy, che si è ripreso, trova la vecchia Mary che vaga anche lei nel deserto dove si è persa. Vengono salvati da Vicky dopo che la ragazza li ha ritrovati tutti e due.

## Produzione
Il film fu prodotto dalla Selig Polyscope Company.

## Distribuzione
Distribuito dalla General Film Company, il film - un cortometraggio in una bobina - uscì nelle sale cinematografiche statunitensi il 5 febbraio 1916.